# Warthagebirge

Warthagebirge (Nr. 31) zwischen Eulen- (23) und dem Reichensteiner Gebirge (35) innerhalb der Sudeten

Das Warthagebirge (polnisch Góry Bardzkie) liegt in den Sudeten im Südwesten Polens. Es bildet ein Randgebirge des Glatzer Kessels gegenüber Schlesien und liegt zwischen dem Eulen- und dem Reichensteiner Gebirge. Sein Name leitet sich von dem Wallfahrtsort Wartha (polnisch Bardo) ab, der außerhalb des Glatzer Landes liegt und zum Powiat Ząbkowicki (Frankenstein) gehört.

## Geografie und Geologie

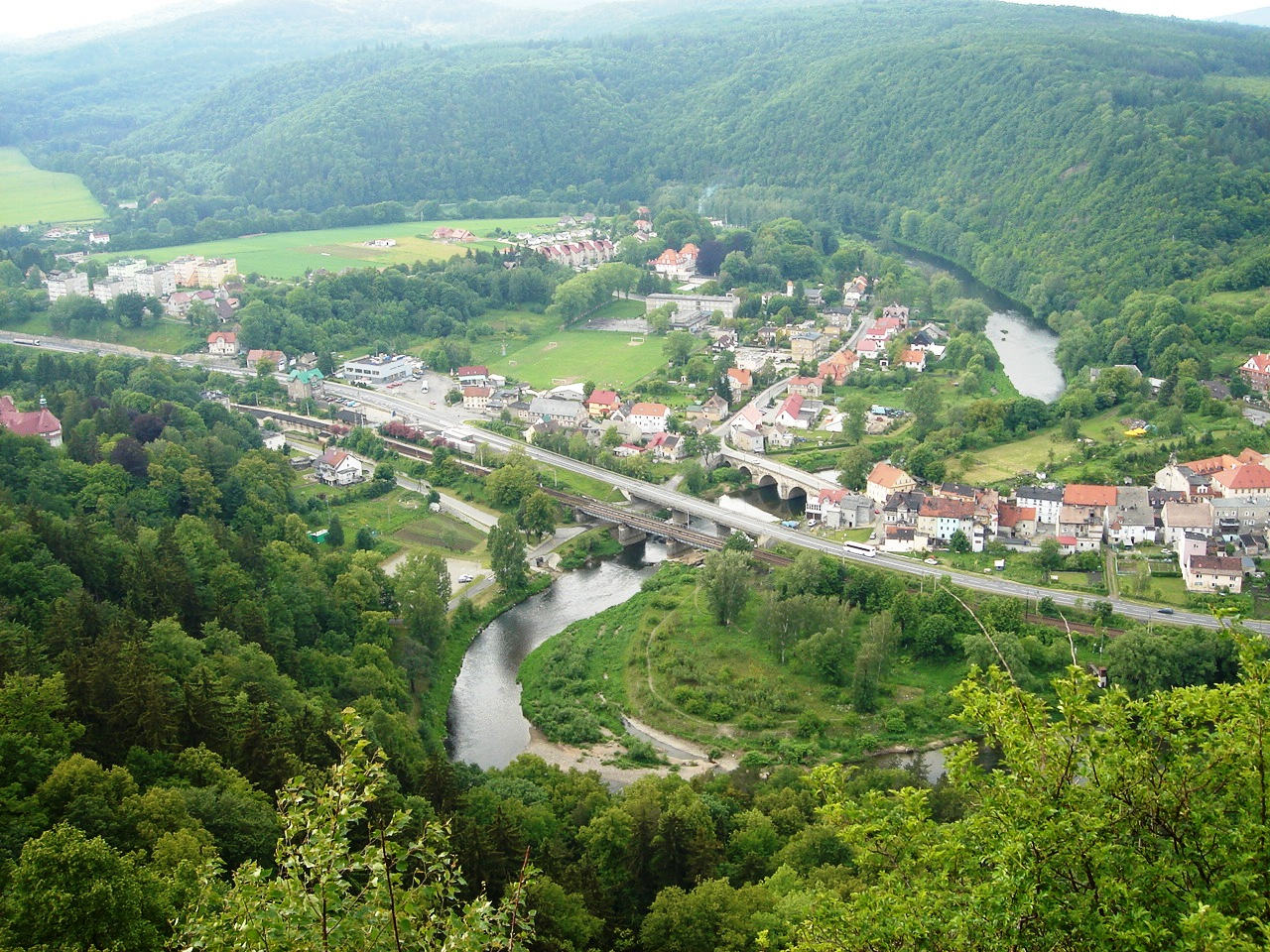
Neissedurchbruch vom Warthaberg aus

Das Warthagebirge ist 18 Kilometer lang und erstreckt sich vom Pass von Silberberg (Przełęcz Srebrna; 583 m) oberhalb von Srebrna Góra in südöstlicher Richtung bis zum Pass von Neudeck (Przełęcz Kłodzka) bei Podzamek (Neudeck) östlich von Kłodzko (Glatz).
Oberhalb von Wartha wird es von der Glatzer Neiße durchbrochen, die hier ein steiles Tal bildet und so das Warthagebirge in einen östlichen und einen westlichen Teil trennt. Durch dieses Tal verlaufen die wesentlichen Verkehrsverbindungen des Glatzer Kessels nach Norden.
Das mit Nadelwald bedeckte Gebirge besteht aus Ablagerungen des Kulm-Meeres (Unterkarbon), Grauwachssandstein und -schiefer. Bei Wilcza (Wiltsch) finden sich silurische Schiefer in dünnen Lagen.